# Repositorium
Ein Repositorium (lateinisch repositorium ‚Lager‘) ist ein verwalteter Ort zur Aufbewahrung geordneter Dokumente, die öffentlich oder einem beschränkten Nutzerkreis zugänglich sind. Veraltet bezeichnet Repositorium auch einen Schrank zur Aufbewahrung der Amtsbücher und Ordner. Repositorien werden häufig im Wissenschaftsbereich aufgebaut, um wissenschaftliches Arbeiten transparent und damit nachvollziehbar zu machen. In einem Archiv (lat. archivum ‚Aktenschrank‘) werden dagegen überwiegend historische Dokumente sowie Überlieferungen analog oder digital aufbewahrt, die einerseits für die aktuelle Aufgabenerledigung des Registraturbildners im Zuständigkeitsbereich nicht mehr benötigt werden und andererseits langfristig oder dauerhaft aus rechtlichen oder historischen Gründen vorgehalten werden müssen.

## Informatik
Im Informatikbereich ist die häufigste Verwendung des Begriffs in der englischsprachigen Übersetzung Repository zu finden. Diese steht umgangssprachlich für die Speicherung von Daten und Dokumenten in der EDV und im Internet. 

## Bibliothekswesen
Im Bibliothekswesen hat sich für die Sammlung wissenschaftlicher Literatur und Forschungsdaten der deutschsprachige Begriff Repositorium durchgesetzt. Diese werden auch als Dokumentenserver oder enger gefasst als Hochschulschriftenserver bezeichnet, siehe weiterführende Informationen dort.